# Horses in the Sky
Horses in the Sky es el cuarto álbum de la banda canadiense de post-rock, Thee Silver Mt. Zion Memorial Orchestra & Tra-La-La Band. El álbum fue lanzado como disco de vinilo el 7 de marzo de 2005 en Europa y el 21 de marzo de 2005 en Norteamérica, y en formato CD el 21 de marzo de 2005 en Europa y el 4 de abril de 2005 en Norteamérica. Este es el primer álbum de A Silver Mt. Zion en presentar líricas, un aspecto que la distingue del grupo Godspeed You! Black Emperor, banda con la cual está emparentada.

## Lista de canciones
1. "God Bless Our Dead Marines" – 11:44
2. "Mountains Made of Steam" – 9:28
3. "Horses in the Sky" – 6:39
4. "Teddy Roosevelt's Guns" – 9:45
5. "Hang on to Each Other" – 6:38
6. "Ring Them Bells (Freedom Has Come and Gone)" – 13:58